# Tagir Kamaludinowitsch Chaibulajew

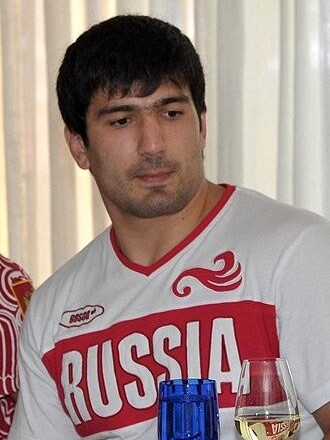
Tagir Chaibulajew (2012)

Tagir Kamaludinowitsch Chaibulajew (russisch Тагир Камалудинович Хайбулаев; * 24. Juli 1984 in Kisiljurt) ist ein ehemaliger russischer Judoka. 2011 war er Weltmeister und 2012 Olympiasieger im Halbschwergewicht.

## Karriere
Chaibulajew trat bis 2007 meist im Mittelgewicht (bis 90 kg) an, ab 2008 startete er im Halbschwergewicht (bis 100 kg). Er stammt aus Dagestan und trainierte in Sankt Petersburg, wo er für den Verein Yawara Newa kämpfte.
Er begann seine internationale Karriere 2004 mit der Silbermedaille bei den Studentenweltmeisterschaften. 2005 gewann er Mannschaftsbronze bei den Teameuropameisterschaften. 2006 erkämpfte er die Bronzemedaille bei den U23-Europameisterschaften. 2007 war im Mittelgewicht Zweiter der Polizei-Europameisterschaften, im Jahr darauf erkämpfte er Bronze im Halbschwergewicht und siegte in der offenen Klasse. 2009 gewann er den Titel bei den Europameisterschaften in Tiflis durch einen Finalsieg gegen den Niederländer Henk Grol. 2010 gehörte er zum drittplatzierten russischen Team bei den Mannschaftseuropameisterschaften.
Bei den Judo-Weltmeisterschaften 2011 in Paris besiegte Chaibulajew im Halbfinale den Belgier Elco van der Geest, im Finale gewann er gegen den Kasachen Maxim Rakow. 2012 bei den Olympischen Spielen in London siegte er im ersten Kampf gegen van der Geest. Nach Siegen über den Weißrussen Jauhen Bjadulin und den Tschechen Lukáš Krpálek gewann er auch das Halbfinale gegen den Deutschen Dimitri Peters. Im Finale siegte er nach 2:14 Minuten gegen den Mongolen Naidangiin Tüwschinbajar.
2014 erreichte Chaibulajew bei den Weltmeisterschaften in Tscheljabinsk das Halbfinale und verlor gegen Lukáš Krpálek, im Kampf um Bronze unterlag er dem Deutschen Karl-Richard Frey. Nachdem Chaibulajew im Juni 2016 das Weltcupturnier in Madrid gewonnen hatte, unterlag er bei den Olympischen Spielen in Rio de Janeiro in seinem ersten Kampf gegen den Aserbaidschaner Elmar Gasimov.